# Acácio Barreiros
Acácio Manuel de Frias Barreiros (Cabinda, Angola, 24 de março de 1948 – 18 de fevereiro de 2004) foi um político português. Entre 1975 e 1979, foi o único representante da União Democrática Popular, um partido político marxista, na Assembleia da República . Depois de deixar a UDP em 1979, juntou-se ao Partido Socialista (PS) de centro-esquerda e foi membro da Assembleia da República entre 1983 e 1987, 1991 e 1999, e de 2001 até sua morte em 2004. Foi Secretário de Estado da Defesa do Consumidor entre 1999 e 2001, no XIV Governo Constitucional, liderado por António Guterres .